# Oświeski Park Regionalny
Oświeski Park Regionalny (lit. Asvejos regioninis parkas; nieprawidłowo Oświański Park Regionalny) – park regionalny na Litwie, położony w południowo-wschodniej Auksztocie, nad jeziorami Oświe i Baluošas. Utworzony został w 1992 r. i obejmuje powierzchnię 11 589 ha.